# Мокрушев, Данил Борисович
Данил Борисович Мокрушев (род. 14 марта 1999, Челябинск) — российский хоккеист, защитник. Мастер спорта России (2023).

## Биография
Стал заниматься хоккеем с шести лет. Воспитанник челябинского «Трактора», в сезоне 2014/15 полгода провёл в петербургском «Динамо». На ярмарке юниоров КХЛ 2016 был выбран «Трактором» под № 101. В сезоне 2016/17 дебютировал в команде МХЛ «Белые медведи», с сезона 2018/19 стал также выыступать в ВХЛ в составе «Челмета». Сезон 2021/22 провёл в команде чемпионата Белоруссии «Металлург» Жлобин. Два сезона отыграл в ВХЛ за «Металлург» Новокузнецк (2022/23) и «Рубин» Тюмень (2023/24, признан лучшим защитником лиги).
В ноябре 2023 года против Мокрушева было возбуждено уголовное дело по факту избиения им человека в апреле.
2 мая 2024 года подписал двусторонний контракт однолетний контракт с клубом КХЛ «Сочи».